# Cantonul Ducey
Cantonul Ducey este un canton din arondismentul Avranches, departamentul Manche, regiunea Basse-Normandie, Franța.

## Comune
- Céaux
- Les Chéris
- Courtils
- Crollon
- Ducey (reședință)
- Juilley
- Marcilly
- Le Mesnil-Ozenne
- Poilley
- Précey
- Saint-Ovin (parțial)
- Saint-Quentin-sur-le-Homme